# Twilight of the Gods (álbum de Bathory)
Twilight of the Gods es el sexto álbum de Bathory. Continúa explorando el recientemente creado estilo viking metal, además muestra una fuerte influencia de la música clásica europea; lleva el título de una ópera de Richard Wagner, y la melodía de "Hammerheart" es tomada de la obra de Gustav Holst: The Planets (más específicamente de la cuarta parte, Júpiter). Originalmente este iba a ser el último álbum de Bathory.

## Lista de canciones
1. "Prologue - Twilight of the Gods - Epilogue" – 14:02
2. "Through Blood by Thunder" – 6:15
3. "Blood and Iron" – 10:25
4. "Under the Runes" – 5:59
5. "To Enter Your Mountain" – 7:37
6. "Bond of Blood" – 7:35
7. "Hammerheart" – 4:57

- Algunas versiones del álbum (en CD) tienen las canciones 1&3 en una sola pista.

## Créditos
- Quorthon - Todos los instrumentos, voz.

- Datos: Q767966